# Orthotrichum anaglyptodon
Orthotrichum anaglyptodon là một loài rêu trong họ Orthotrichaceae. Loài này được Cardot & Broth. mô tả khoa học đầu tiên năm 1923.